# 吕志伟
吕志伟（1961年12月—），辽宁人，哈尔滨工业大学教授，研究领域为物理电子学、光学工程。哈尔滨工业大学航天学院副院长，可调谐激光技术国家级重点实验室主任，现任河北工业大学副校长。中华人民共和国教育部第三批“长江学者”特聘教授。“863”等重点计划专家组成员，担任《中国光学》等杂志编委，发表论文数百篇，获得中国军队科技进步一等奖等奖项。

## 生平
1978－1982年，就读于厦门大学物理系半导体物理专业，获理学学士学位；
1987年和1993年，先后在哈尔滨工业大学电子获得物理与器件学理学硕士学位、物理电子学与光电子学工学博士学位；
1982－1984年，在电子工业部第四十九研究所担任助工；
1987年至今，在哈尔滨工业大学任教，后任教授。